# Politica dell'Armenia
L'Armenia è una repubblica parlamentare, democratica, rappresentativa dove il Presidente della Repubblica (Hayastani Hanrapetutyan nakhagah) non è più a capo del governo, ma svolge funzioni rappresentative. Il governo è presieduto dal Primo Ministro (Hayastani Varchapet) e dove vige un sistema multi-partitico. Il potere esecutivo è amministrato dal governo, mentre quello legislativo è condiviso da parlamento e governo.

## Il Parlamento
Il nome del parlamento armeno è Azgayin Zhoghov (armeno:Ազգային Ժողով Assemblea Nazionale) ed è composto da 131 membri eletti con un mandato di quattro anni, 56 eletti con sistema maggioritario, 75 con sistema proporzionale con soglia di sbarramento al 5%.

## Esecutivo
Il presidente è eletto ogni quattro anni con la maggioranza assoluta dei voti. Nel caso nessun candidato raggiunga tali preferenze si procede ad un secondo turno.
L'attuale presidente è Vahagn Khachaturyan, indipendente, mentre il primo ministro è Nikol Pashinyan, di Contratto Civile.

## Partiti
I principali partiti politici armeni che si sono presentati alle elezioni del 9 dicembre 2018 sono stati:
- Contratto Civile
- Partito della Missione
- Partito Repubblicano d'Armenia (armeno: Հայաստանի Հանրապետական Կուսակցութուն, Hayastani Hanrapetakan Kusaktsutyun, HHK)
- Armenia Prospera (armeno: Բարգավաճ Հայաստանի Կուսակցություն, Bargavadj Hayastani Kusaktsutyun, BHK)
- Federazione Rivoluzionaria Armena (armeno: Հայ Յեղափոխական Դաշնակցութիւն – Hay Heghapokhakan Dashnaktsutiun o Hay Heghapokhagan Tashnagtsutiun, Դաշնակ – Dashnak o Tashnag)
- Stato di diritto (armeno: Օրինաց երկիր, Orinants Erkir)
- Retaggi (armeno: Ժառանգություն, Zharangutyun)
- Partito Socialdemocratico «Decisione del Cittadino» (armeno: «Քաղաքացու որոշում» սոցիալ-դեմոկրատական կուսակցություն).